# 博列梅齊
50°36′3″N 25°26′40″E / 50.60083°N 25.44444°E
博列梅齊（烏克蘭語：Боремець），是烏克蘭西北部的村莊，隸屬里夫內州的杜布諾區。該村始建於1545年，面積13.8平方公里，海拔高度212米，人口252，人口密度每平方公里25.5人。